# Mężczyźni myślą tylko o tym
Mężczyźni myślą tylko o tym (fr. Les Hommes ne pensent qu'à ça) – francuski czarno-biały film komediowy z 1954 roku.

## Fabuła
Nieśmiały Alfred podkochuje się w sklepikarce ze sklepu nabiałowego. Codziennie biega do niej po śmietankowe serki, jednak nie ma odwagi wyznać jej swojej miłości. Miejscowi ludzie kpią z niego i nazywają "śmietankowe serce". Pewnego dnia pojawia się w jego życiu legendarny Don Juan, który obiecuje nauczyć go postępować z kobietami.

## Obsada
- Jean-Marie Amato – Don Juan
- Jean Bellanger – Alfred
- Catherine Erard – Nicole
- Gabrielle Fontan – Staruszka na schodach
- Louis de Funès –  Célosso, zazdrosny mąż hrabiny
- Jacques Hilling – Król Dagoberta / Piechur
- Yves Robert – Weteran / Piechur
- Sylvain – Sąsiad, który poślubia córkę
- Jacques Legras – Pan młody
- Louisa Colpeyn – Rosyjska hrabina
- Geneviève Morel – Matka, która poślubia jego córkę
- Edmond Tamiz – Casanova / Landru / Kochanek / Piechur
- Rosy Varte – Dolorès, ofiara pogłębiarki
- Laurence Badie – Służąca